# Jean Van Laerhoven
Jean Victor Van Laerhoven, ook Victor Van Laerhoven, (Antwerpen, 4 mei 1879 - Charleroi, 1 maart 1959) was een Belgisch senator.

## Levensloop
Van Laerhoven werd vakbondssecretaris.
Van 1932 tot 1946 was hij gemeenteraadslid van Marchienne-au-Pont en was vanaf 1939 schepen in die gemeente.
In 1936 werd hij verkozen tot socialistisch provinciaal senator voor Henegouwen en vervulde dit mandaat tot in 1954.